# Gerhardt Müller-Goldboom

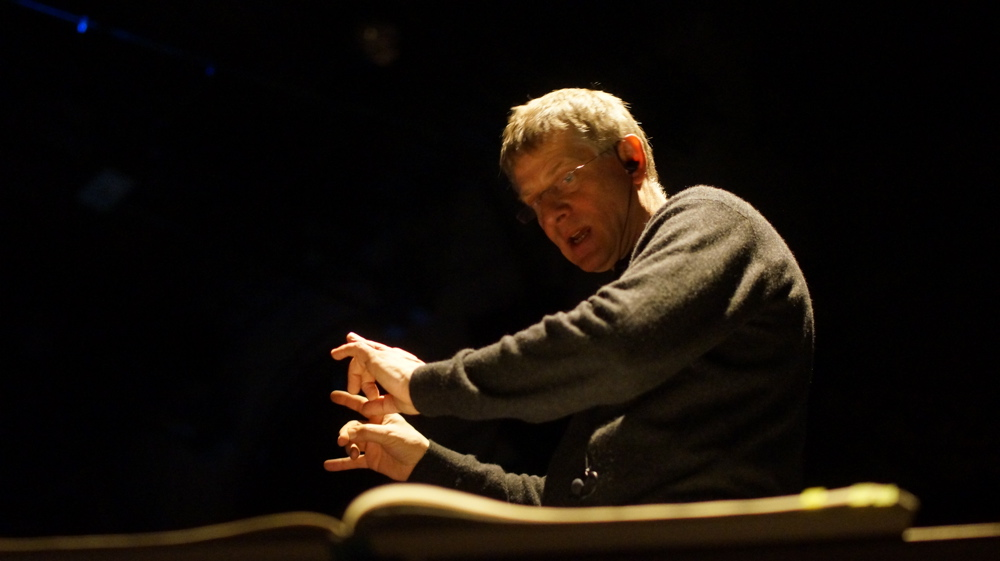
Gerhardt Müller-Goldboom bei den Proben zu Votre Faust (2013)

Gerhardt Müller-Goldboom (* 1953 in London) ist ein deutscher Musiker, Dirigent und Komponist.

## Leben
Müller-Goldboom studierte 1972 bis 1976 an der Berliner Hochschule für Musik (heute: Universität der Künste) Komposition bei Frank Michael Beyer und Kontrabass bei Rainer Zepperitz. An der Freien Universität Berlin studierte er 1972 bis 1979 Musikwissenschaft bei Rudolf Stephan, Hellmut Kühn, Tibor Kneif und Frieder Zaminer. Er war von 1977 bis 1980 Stipendiat der Orchester-Akademie der Berliner Philharmoniker. Als Kontrabassist spielte er u. a. im Berliner „ensemble quodlibet“ und war von 1981 bis 2018 Mitglied des Deutschen Symphonie-Orchesters Berlin.
1988 erhielt Müller-Goldboom ein Kompositions-Stipendium des Senats von Berlin, 1990 das Olevano-Stipendium der Akademie der Künste, Berlin. Das Elektroakustische Studio der Akademie ermöglichte 1996–98 ein Forschungsprojekt zur Wahrnehmung von Mikrointervallen, auf Einladung von André Richard konnte er 2000 mit einem Stipendium der Heinrich-Strobel-Stiftung am Experimentalstudio des SWR in Freiburg arbeiten. 2003 war Müller-Goldboom Composer in Residence der Brandenburgischen Sommerkonzerte.
Seine Kompositionen umfassen Solowerke, Kammermusik, Orchesterstücke und elektronische Realisationen. Sie wurden bei Konzerten und Festivals Neuer Musik in Deutschland (u. a. Europäische Werkstatt zeitgenössischer Musik Dresden 1999, „Ultraschall“ 2000, „open systems“ Bochum 2005, „MaerzMusik“ 2006, „Intersonanzen“ Potsdam 2010, ZERO-Festival Berlin 2015), Italien („Rassegna di nuova musica“ Macerata 1988, „Festival Internationale di Musica Contemporanea“ Acqui Terme 2014), Frankreich („Rostrum of Composers“ Paris 1992), in den Niederlanden („November Music“ z’Hertogenbosch 2005), der Schweiz („Zürcher Tage für Neue Musik“ 1990), den USA (Portraitkonzert „Experimental Intermedia Festival“ New York 2007) und in Japan (Portraitkonzert AKO-Studio Tokyo 2015) aufgeführt. Gegenwärtig arbeitet er an einem Musitheaterwerk nach Ovids „Metamorphosen“.
1987 war Müller-Goldboom Mitbegründer des Ensembles „work in progress – Berlin“, dessen Dirigent und künstlerischer Leiter er seither ist. Unter seiner programmatischen Verantwortung spielte das Ensemble 1991–97 eine Konzertreihe im Kammermusiksaal der Berliner Philharmonie. Durch die auch internationale Konzerttätigkeit des Ensembles ergaben sich 1994 Gastdirigate bei einem Festival neuer Musik der Philharmonie Budapest sowie bei Konzerten mit dem „Ensemble of the 21st Century“ in Jerusalem und Tel-Aviv, die sich seither mit renommierten Formationen und an bedeutenden Spielstätten fortsetzten. 2001 dirigierte er das Rundfunk-Sinfonieorchester Berlin bei einer CD-Einspielung von Werken Astor Piazzollas sowie bei der Uraufführung der „Sinfonia No. 1 ‚Colombia‘“ (1925) von Julián Carrillo. Impulse zur Aufführung alter Musik (insbesondere Rameaus) erhielt er 2002 von Marc Minkowski in Paris. Seit 2011 gibt es eine Zusammenarbeit mit dem Forum für Zeitgenössische Musik Leipzig, seit 2012 mit dem Collegium Novum Zürich.
Dirigentische Erfahrungen im Bereich des Musiktheaters sammelte Müller-Goldboom als Assistent von Kent Nagano (Wagners „Parsifal“ in Baden-Baden, Takemitsus „My Way of Life“ in Berlin, Paris und Tokyo). Seit 2003 leitete er mehrere Musiktheaterproduktionen im Konzerthaus Berlin, u. a. mit Mauricio Kagels „mare nostrum“ (Aufführungen auch in Huddersfield 2003 sowie in Athen 2005) sowie mit drei Werken Sylvano Bussottis, „La Passion selon Sade“ (2005) sowie „Silvano Sylvano“ und „Pièces de chair II“ in einer szenischen Aufführung (2008). Für Sasha Waltz’ Produktion von Dusapins „Medea“ übernahm er die Choreinstudierung und realisierte die Klangregie (Grand Théâtre Luxembourg 2007, Aufführungen u. a. in Berlin, Brüssel, Paris, Amsterdam, Melbourne). 2010 verantwortete er die Aufführungen und CD-Einspielung von Mark Andres Oper „…22,13…“ am Berliner Radialsystem, 2013 folgte dort und am Theater Basel Henri Pousseurs „Votre Faust“.

## Werke (Auswahl)
- Conversazione für Sprechchor und Orchester (1986)
- Beredsamkeit für Klarinette (1986)
- AIR für Flöte, Klarinette oder Saxophon (1986 / 2011)
- tre giocattoli für Klavier (1987)
- KT81188 für Klavier (1989)
- in motu proprio für Viola d’amore und Ensemble (1989)
- Impronte für Sopran und sechs Streichinstrumente (1990)
- Abata (Ballettmusik für Ensemble) (1992)
- momenti für Flöte, Gitarre und Violoncello (1995)
- sabi für ein Streichinstrument (1998)
- invece di un dipinto für Ensemble (1998 / 2002)
- Chiarezza für Streichorchester (1998)
- less tann… (three electronic realizations) (2000)
- gli spazi dentro für Streichquartett (2001)
- à propos de less than ... I für Orchester (2002)
- ΘΕΩΝ ΚΡΙΣΙΣ ΛΟΥΚΙΑΝΟΥ für hohen Sopran  (2006)
- à propos de less than ... II für Orchester (2008)
- per trentadue archi für Streichorchester (2008)
- FORM COLOR LINE Hommage à Ellsworth Kelly für Orchester (2013)
- Kettengewirk für Streichtrio (2015)
- different beauties für Violine, Violoncello und Elektronik (2015)
- et serpens erat callidior  für Orgel (2015)
- ex metamorphoseon libris:
- Prooemium (2004)
- Prolog (2017)